# Falagria sulcata
Falagria sulcata är en skalbaggsart som först beskrevs av Gustaf von Paykull 1789.  I den svenska databasen Dyntaxa används istället namnet Falagria caesa. Falagria sulcata ingår i släktet Falagria och familjen kortvingar. Arten är reproducerande i Sverige. Inga underarter finns listade i Catalogue of Life.